# ألم الوجه والفم
ألم الوجه والفم هو مصطلح عام يشمل أي ألم يشعر به في الفم والفكين والوجه. ألم الوجه والفم عرض من الأعراض الشائعة، وهناك العديد من الأسباب التي تؤدي إليه.
ويقدر أن ما يزيد على 95 في المائة من الحالات من ألم الوجه والفم هو نتيجة ألم الأسنان ويشمل ذلك التهاب لب السن وخراج الأسنان.
بعد ألم الأسنان، السبب الثاني الأكثر شيوعاً لألم الوجه والفكين هو خلل المفصل الصدغي الفكي (اختلالات الفك الصدغي). جميع الأسباب الأخرى المؤدية لألم الوجه والفكين تعتبر نادرة في المقارنة، على الرغم من أن التشخيص التفريقي الكامل له نطاق واسع.

## التعريف

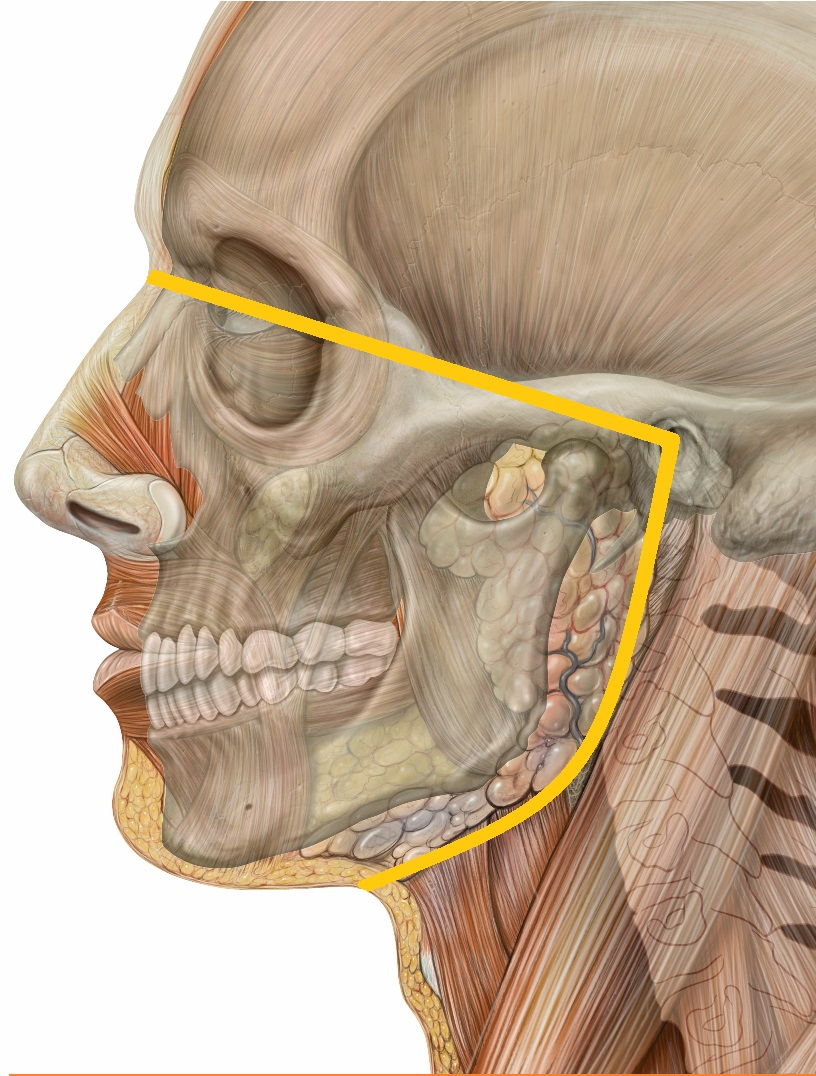
حدود واضحة لمنطقة الألم الفموي الوجهي.

يعرف ألم الوجه والفكين بالألم المتمركز في منطقة فوق الرقبة، أمام الأذنين وتحت الخط الوهمي الواصل بين العين والصماخ السمعي (Orbitomeatal line)، وكذلك الألم داخل تجويف الفم؛ [بما في ذلك] الألم من أصل الأسنان واضطرابات المفصل الفكي الصدغي. ومع ذلك، بعض حالات الألم الفموي الوجهي قد تنطوي على المناطق الواقعة خارج هذه المنطقة، على سبيل المثال الألم الصدغي في حالات الأضطراب الصدغي. ألم الأسنان هو أي ألم ينظر في الأسنان أو هياكلها الداعمة، كالرباط حول السني. لذا وجع الأسنان هو نوع من الألم الفموي الوجهي. الألم الفموي الوجهي هو موضوع متداخل يتضمن ألم ينظر في الرأس والوجه والهياكل ذات الصلة، بما في ذلك أحيانا آلام الرقبة.

## التصنيفات
هناك أربعة تصنيفات رئيسية تحاول تصنيف أسباب الألم الفموي الوجهي، ولكن ليس هناك نظام معتمد عالمياً:
- التصنيف الدولي لاضطرابات الصداع الطبعة الثانية، وهو منشور من قبل جمعية الصداع الدولية.[7]
- تصنيف الألم المزمن الطبعة الثانية، نشر من قبل الجمعية الدولية لدراسة الألم.[8]
- الأكاديمية الأمريكية للألم الفموي الوجهي.
- معايير البحث لتشخيص الاضطرابات الصدغية

كذلك تم تصنيف الألم الفموي الوجهي حسب أصله إلى 3 مجموعات:
1. غالباً جسمية، الناجمة عن العضلات والعظام (على سبيل المثال الألم الصدغي أو الألم في دواعم اللثة) أو الأحشاء (مثل الألم اللبي أو الألم من الغدد اللعابية)، والتي تنتقل عن طريق النقل السليم للألم ونظام التعديل.
2. غالباً الأمراض العصبية والتي تحدث نتيجة لمسارات الألم غير الطبيعية أو التالفة، على سبيل المثال: إصابة جراحية أو صدمة للأعصاب الطرفية.
3. غالباً نفسية، وهو أمر نادر.

## الوبائيات
الألم الفموي الوجهي هو مشكلة شائعة. على سبيل المثال، في الولايات المتحدة، قدر في تقرير واحد أن 22٪ من عموم السكان قد عانوا من بعض أشكال آلام الوجه في مرحلة ما في فترة الست أشهر قبل الاستجواب، والتي كانت 12٪ وجع الأسنان.
في المملكة المتحدة، ذكر 7٪ من عامة السكان وجود درجة معينة من الألم المزمن الفموي الوجهي. أشارت تقارير أخرى إلى انتشار اضطرابات الفك الصدغي بنسبة 10-15%

## التشخيص التفريقي
- الأسباب المتعلقة بالأسنان:
  - لبيّة:
    - التهاب عصب الأسنان.
    - فرط حساسية العاج.
    - متلازمة تصدع الأسنان.

  - الأنسجة حول السنية:
    - التهاب دواعم السن الذروي والخراج حول القمة.
    - خراج الأنسجة الحول السنية.
    - التهاب حوائط التاج والخراج حول التاج.
- متلازمة حرق الفم
- تقرح الفم (مثل التهاب الفم القلاعي، التآكل الحزاز المسطح الفموي، الخ)
- سرطان الفم
- استمرار آلام الوجه مجهول السبب (ألم الوجه اللانمطي)
  - ألم السن غير نمطية.
- ألم الاعتلال العصبي:
  - التهاب العصب الثالث.
  - العصب اللساني البلعومي.
  - العقلي العصبي العصبية.
- الصداع:
  - صداع نصفي.
  - الصداع العنقودي.
- اختلال وظيفة المفصل الصدغي الفكي
- متلازمة النسر(المتلازمة الإبرية اللامية)